# ХхьӀв
ХхьӀв – pentagraf cyrylicy wykorzystywany w zapisie języka arczyńskiego. Oznacza dźwięk [χːˤʷ], czyli uwargowioną i faryngalizowaną spółgłoskę szczelinową języczkową bezdźwięczną w geminacie.
Przykład użycia pentagrafu: ххьIвелтIбос co tłumaczy się jako grzebać w czyichś rzeczach.